# Praga E-40
Praga E-40 byl československý dvoumístný školní dvouplošník pro základní výcvik, vyráběný leteckým oddělením Praga společnosti Českomoravská-Kolben-Daněk. Letoun byl určen jako cvičný letoun pro základní výcvik.

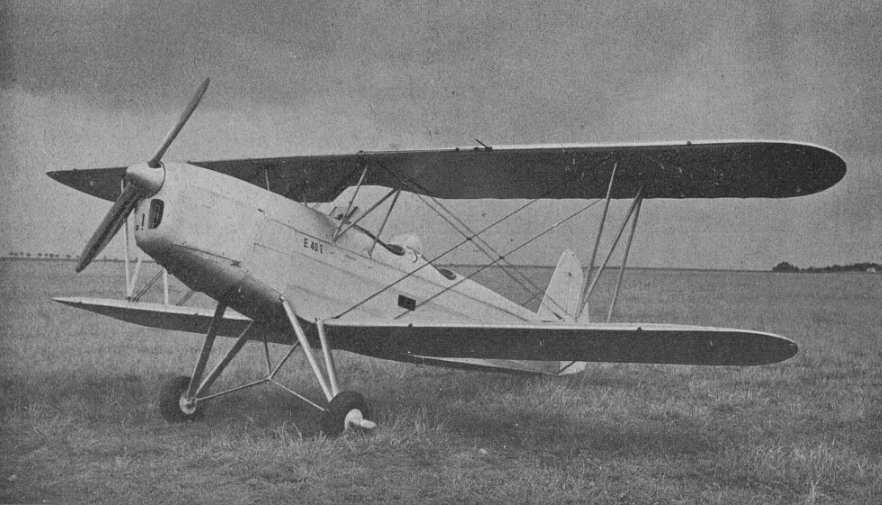
Praga E-40 (Letectví, listopad 1937)

## Vznik a vývoj
Vznikl v roce 1937 na základě dohody Ministerstva veřejných prací (MVP) a Ministerstva národní obrany. Nový stroj měl nahradit armádou používané stroje Praga E-39 (tovární označení BH-39), které se ukazovaly jako technologicky příliš složité a provozně neekonomické. Předválečnou činnost letadlového oddělení Praga v ČKD (Českomoravská-Kolben-Daněk, a.s., Praha - Karlín) a nápaditost jejího hlavního konstruktéra ing. Jaroslava Šlechty dokresluje lehký cvičný dvojplošník E-40 s otevřenými nekrytými tandemovými kokpity. První ze tří vyrobených prototypů byl zalétán počátkem července 1937.
Letoun byl určen k elementárnímu i pokračovacímu výcviku pilotů v civilních pilotních školách a aeroklubech. Měl jednodušší konstrukci a slabší motor než u vojenského školního letadla Praga E-39, takže výcvik s tímto letadlem měl být hospodárnější a levnější.
Na celostátní letecké výstavě v červnu 1937 na pražském výstavišti ve své expozici vystavila Českomoravská-Kolben-Daněk své typy letadel školních, sportovních, dopravních a vojenských. Cvičná letadla byla vystavena tři a to Praga E-39, pro počáteční výcvik pilotů s motorem Walter Gemma (140 k), Praga E-241, určený pro výcvik akrobacie s učitelem, s motorem Walter Pollux II a Praga E 40 pro počáteční i pro pokročilý výcvik s motorem Walter Minor 4-II (85 k).
Do budoucna byla připravována verze E-140 s plochým osmiválcem Praga ER a verze E-240 s invertním motorem Walter Junior. K tomu však nikdy nedošlo.

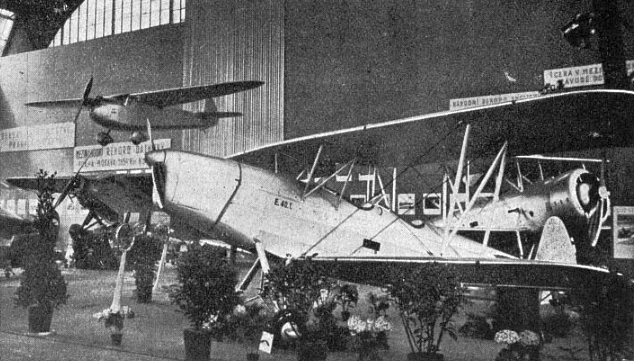
Praga E-40 na letecké výstavě v Praze (Letectví, červenec 1937)

## Popis letounu
Konstrukce letounu byly klasická, smíšená (dřevo, překližka, ocel, popř. plátěný potah). Hlavní experimenty se týkaly podvozkových vzpěr, kde ze zkoušek nejlépe vyšla varianta krátkých vzpěr vedoucí k přednímu nosníku spodního křídla. Vzpěry podvozku byly tvaru "V" a byly vetknuty do trupu těsně před přední hranou spodního křídla. Toto řešení přineslo i výhodu širšího rozchodu kol (1,95 m). Pevné ocasní plochy byly dřevěné a překryté překližkou. Trup letadla E-40 byl ocelové konstrukce. Palivové a olejové nádržky byly v trupu. Zadní podvozkové kolo bylo otočné a gumové pružiny byly uvnitř zadní části trupu. Letoun byl osazen vzduchem chlazeným čtyřválcovým invertním motorem Walter Minor 4, který poháněl stroj dvoulistou vrtulí.
Konstrukce letadla byla smíšená, obdobná stíhacímu letadlu Praga E-45: dvojpodélníková křídla postavená mírně do šípu, stejně tak i stabilizační plocha ztužená dvěma vzpěrkami, byla celodřevěná a potažená v celém rozsahu dýhou i plátnem. Horní křídla byla připevněna k dřevěnému baldachýnu, který byl nesen nad trupem dvěma sloupky tvaru N z ocelových trubek. Ze svařovaných chrom-molybdenových ocelových trubek byly také všechny ostatní součásti: trup, ztužený až za druhé sedadlo trojúhelníkovou vazbou, na konci pak úhlopříčnými dráty, obě ocasní kormidla, křidélka na dolních křídlech (umístěná na vnějších koncích dolních křídel), podvozek i ostruha a po jednom sloupku mezi křídly na každé straně. Křídla mezi sebou byla vyztužena profilovými dráty.
Obě plechová sedadla byla nepohyblivá, uzpůsobena pro zádový padák a byla umístěna až za křídly. Dvojité řízení nožními a ručními pákami ovládá ocasní kormidla lany a křidélka tuhými táhly. Nožní páky a stabilizační plocha byly regulovatelné na zemi. Svislou ocasní plochu tvořilo pouze směrové kormidlo, opatřené na zadní hraně malou kompenzační ploškou.
Trup čtyřhranného průřezu byl potažen ze tří dolních stran plátnem až k motorovému loži, horní strana má odnímatelný plechový kryt za účelem kontroly vnitřku; v něm byla také dvířka k malému prostoru za zadním sedadlem pro zavazadla posádky. Podvozek fungoval podobně jako u letadla Praga E-114; měl pro každé kolo vnější nohu, složenou ze dvou vzpěr, otočnou kolem dolní hrany trupu a nesoucí dole nápravu velkého průměru pro kolo. Uvnitř nápravy byl sloupec gumových kotoučů, stlačovaný vnitřní nohou podvozku, připojenou na příslušný píst v nápravě a na pyramidu z ocelových trubek, přivařenou ke spodku trupu. Neotočná ostruha, pérovaná uvnitř trupu gumovými kotouči, byla opatřena odlitým kolečkem z hliníkové slitiny (elektron), které mělo obruč z masivní gumy.
Letoun byl osazen vzduchem chlazeným čtyřválcovým invertním motorem Walter Minor 4, který poháněl stroj dvoulistou, dřevěnou vrtulí. Palivové nádrže na benzin i olej a hasicí přístroj byly zavěšeny na pasech za protipožární stěnou. Kryty motoru měly po obou stranách velká dvířka a snímatelnou dolní část, jakož i menší montážní otvory a umožňují přístup ke všem částem motoru.
Letadlo bylo svou velikostí bližší běžným vojenským letadlům, po případě dopravním, nežli některá malá školní letadla, přičemž motor se vyznačoval hospodárnou spotřebou. Výcvik na tomto letadle měl být tedy vzhledem ke své všestrannosti poměrně levný. Letadlo bylo dobře ovladatelné i pro začátečníka a navíc bylo schopno provádět i akrobatické obraty.

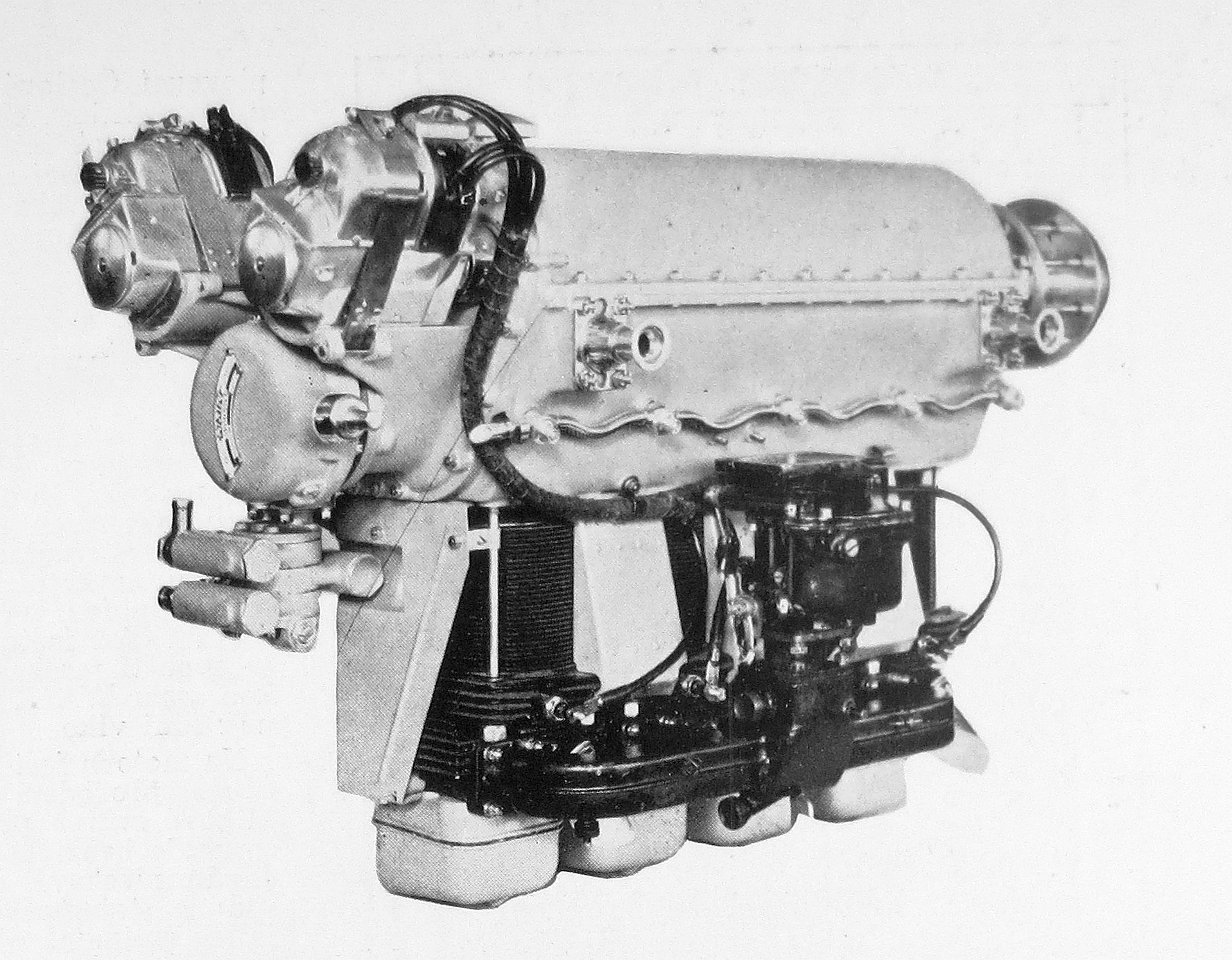
Walter Minor 4-II (1936)

## Použití
Prototypy E-40 zůstávaly však dlouho nevyužity, protože podle názoru MNO nebyla vhodná doba pro zavádění výroby nového velkosériového školního letounu. Jak ukázal pozdější vývoj, ta vhodná doba už před druhou světovou válkou nenastala. První prototyp byl v listopadu 1937 předán do užívání MVP, avšak imatrikulován byl až 28. listopadu 1938 jako OK-EDA.

## Specifikace
Data dle 

### Technické údaje
- Typ letounu: dvouplošný cvičný letoun
- Posádka: 2 (pilot a instruktor)
- Rozpětí: 9,00 m
- Délka: 8,15 m
- Výška: 2,85 m
- Nosná plocha: 20,60 m2
- Plošné zatížení: 36,2 kg/m2
- Hmotnost prázdného letounu: 470 kg
- Vzletová hmotnost: 720 kg
- Pohonná jednotka: vzduchem chlazený čtyřválcový invertní motor Walter Minor 4-II
  - Nominální, jmenovitý výkon: 85 k (62 kW) při 2260 ot/min
  - Maximální, vzletový výkon: 95 k (70 kW) při 2550 ot/min
- Vrtule: dvoulistá, dřevěná

### Výkony
- Max. rychlost: 165 km/h
- Cestovní rychlost: 140 km/h
- Přistávací rychlost: 65 km/h
- Dostup: 4300 m
- Stoupavost: 8 min do 1000 m, 16 min na 2000 m, 38 min na 3000 m
- Dolet (vytrvalost): 500 km (4,5 h)